# تام استونتون
تام استونتون (انگلیسی: Tom Stanton؛ زادهٔ ۳ مهٔ ۱۹۴۸) بازیکن فوتبال اهل بریتانیا است.
از باشگاه‌هایی که در آن بازی کرده‌است می‌توان به باشگاه فوتبال بریستول راورز، باشگاه فوتبال ویموث، باشگاه فوتبال منزفیلد تاون، باشگاه فوتبال لیورپول، باشگاه فوتبال آرسنال، باشگاه فوتبال فارست گرین راورز، و باشگاه فوتبال کلیودون پارک اشاره کرد.